# 大學國務大臣
大學國務大臣，是英国教育部的官員。

## 職責
大學國務大臣的具體職務包括：
- 後16歲時期教育策略，
- 大學及高等教育改革，
- 高等教育學生資助，包括學生貸款公司（英语：Student Loans Company）事宜，
- 擴闊高等教育參與度，
- 高等教育教學質素及卓越教學框架（英语：Teaching Excellence Framework），
- 國際教育策略，包括教育輸出、國際生、教育技術，
- 教育機會區計劃（Opportunity Areas programme），以及
- 大學及高等教育院校就2019冠状病毒病的應對。